# Häxprocessen i Trier

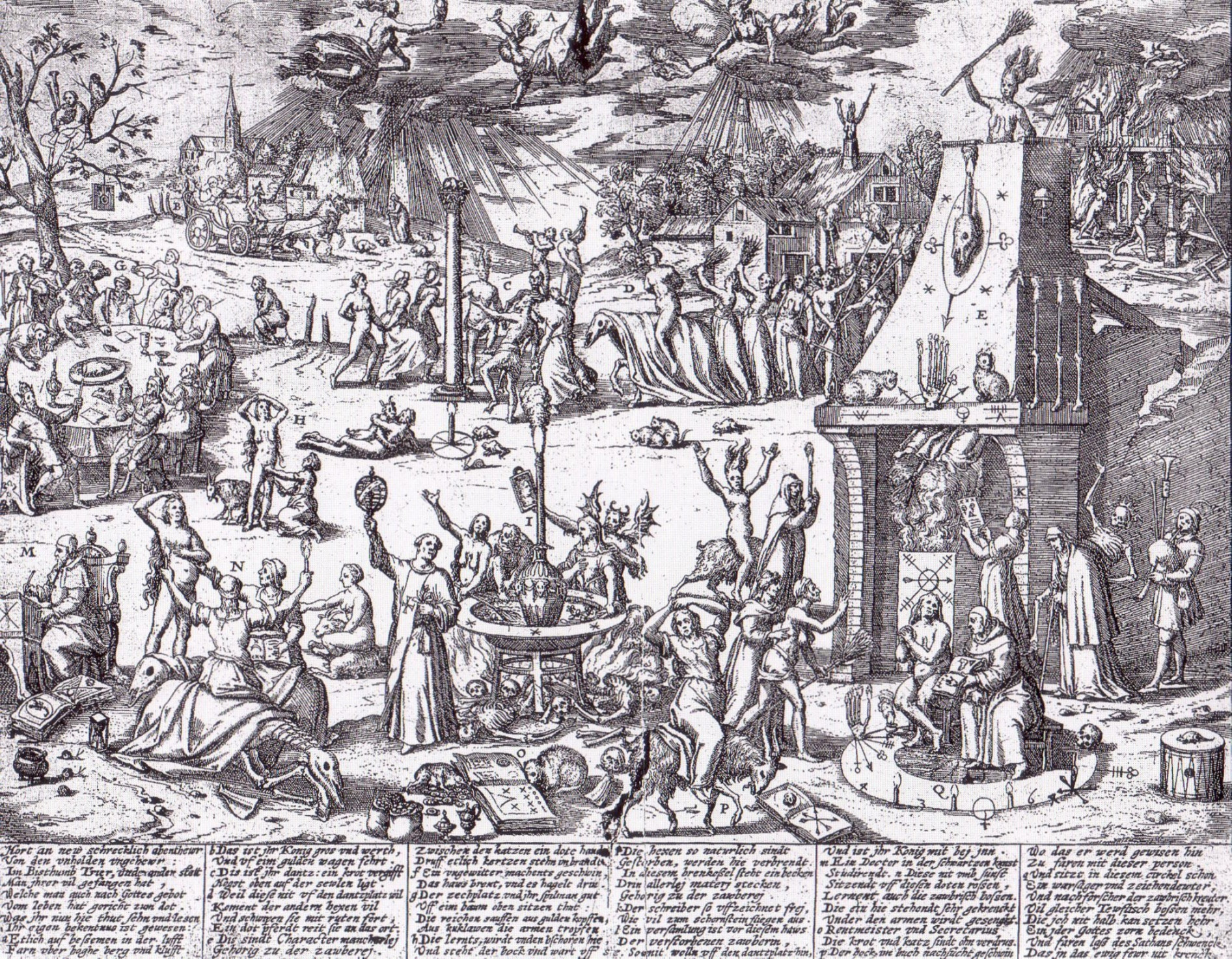
Häxprocessen i Trier (Pamflett, 1594)

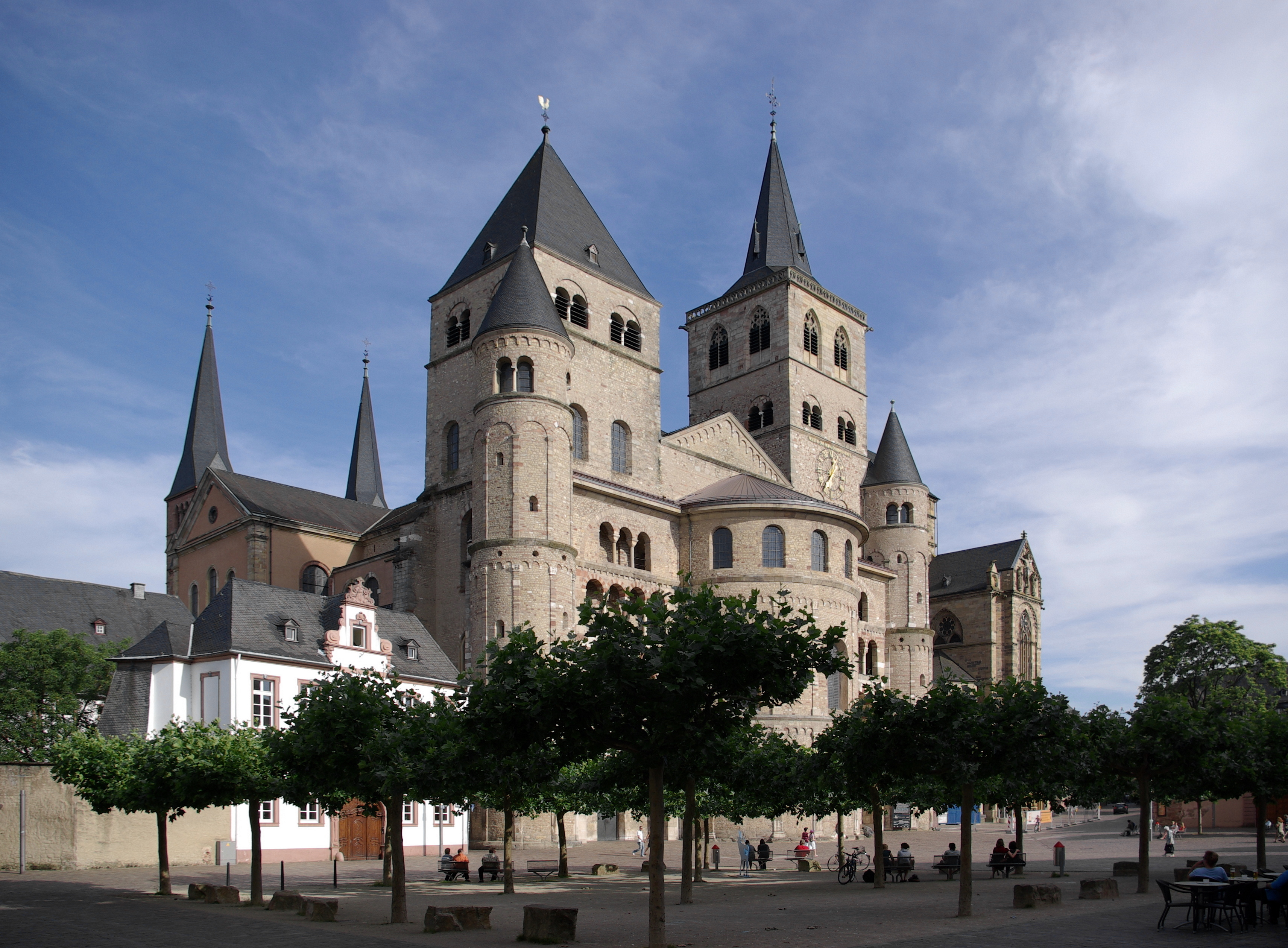
Katedralen i Trier.

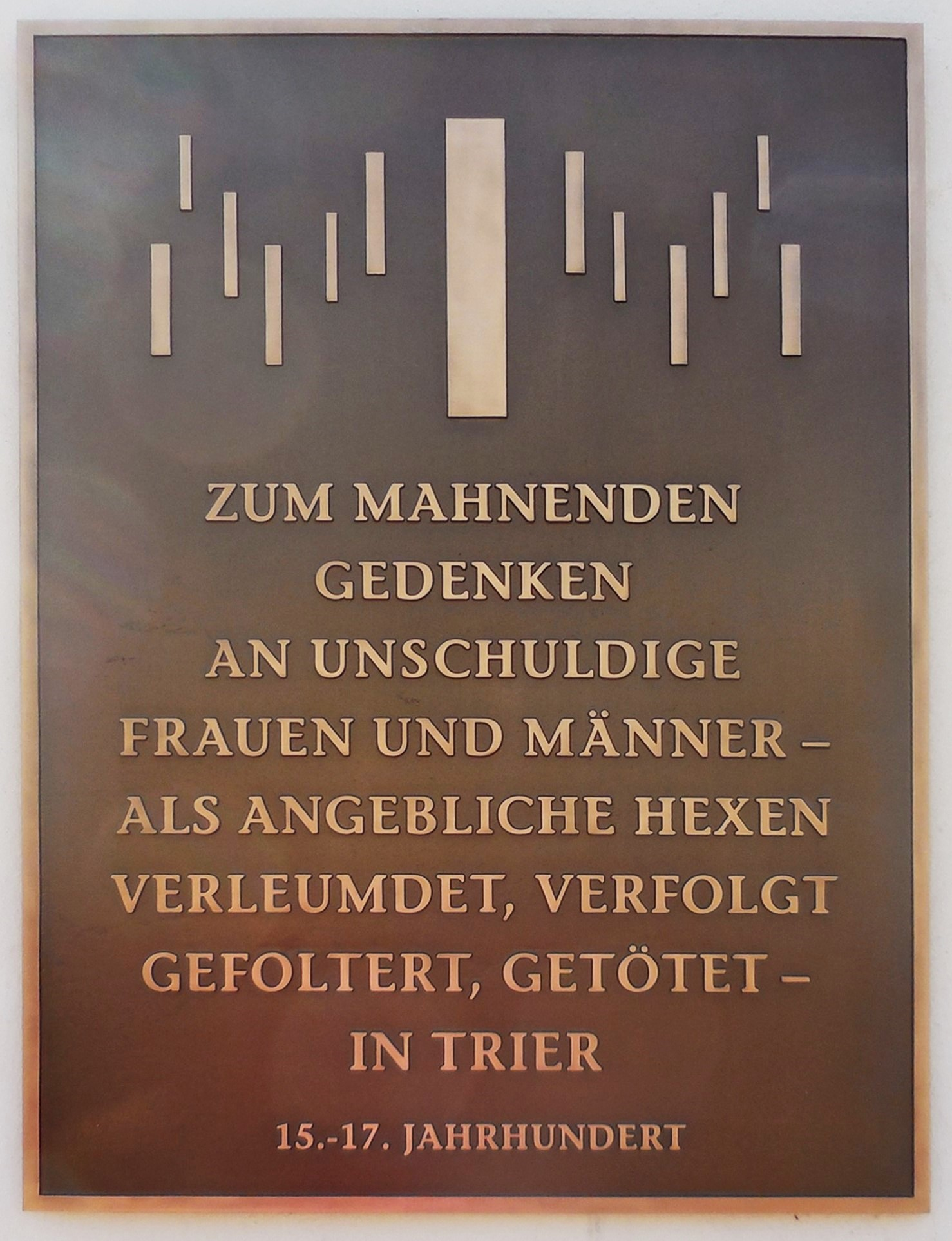
Memorial, 2015

Häxprocessen i Trier i Tyskland, som utspelade sig från 1581 till 1593, var kanske den största häxprocessen som ägt rum i Europa. 
Processen tog sin början i det katolska stiftet Trier år 1581 och nådde själva staden Trier år 1587, där den ledde till avrättningen av omkring 368 människor. Detta räknar dock endast de som avrättades i själva staden, inte det totala antalet avrättade i häxprocessen i hela området, och antalet avrättade är därmed okänt, men innefattar hundratals fler. Det var därmed en av de största massavrättningarna i Europa i fredstid. 
Det var en av de fyra största häxprocesserna i Tyskland tillsammans med Häxprocessen i Bamberg, Häxprocessen i Fulda, och Häxprocessen i Würzburg.

## Bakgrund
År 1581 utnämndes Johann von Schöneburg till ärkebiskop i det autonoma biskopsstiftet Trier. Schönenburg var "underbart beroende" av jesuiterna, för vilka han hyste en stor beundran. Han lät uppföra ett universitet för jesuiterna, och som ett bevis på sin övertygelse gav han order om utplåningen av tre samhällsgrupper: först protestanterna, därefter judarna, och slutligen häxorna. Han var genom initiativ, stöd och beskydd ansvarig för häxprocessen.  

## Utbrott
Det hade länge cirkulerat rykten i trakten om att de senaste årens dåliga skördar hade förorsakats av Satan genom häxor. Stiftets myndighetspersoner deltog ivrigt i undersökningen, enligt uppgift i hopp om att sko sig ekonomiskt på de arresterade: "Och så, från domstol till domstol genom städer och byar i hela stiftet", började myndighetspersoner "släpa till domstol och tortera mänskliga varelser av båda könen och bränna dem i stort antal". 

## Processerna
Offren innefattade personer av alla åldrar, kön och yrken: bland dem fanns även 108 män, kvinnor och barn ur adeln. Efter hand blev även myndighetspersonerna själva, domare, präster, borgmästare och även medlemmar ur regimen anklagade och brända. 
Mellan 1587 och 1593 brändes 368 människor levande på bål för trolldom i 22 byar i stiftet, och år 1588 rapporteras det endast ha funnits kvar en enda kvinnlig innevånare i två av stiftets byar.   
Stora privata förmögenheter skapades hos de som administrerade rättegångarna och avrättningarna, men statens ekonomi blev samtidigt ruinerad. Barn till avrättade fick sin egendom konfiskerad och förvisades, varpå jordbruket övergavs: 
"En svårare pest eller en mer skoningslös invasion kunde inte ha invaderat stiftet Trier än denna inkvisition och förföljelse utan gräns: många var skälen att tvivla på att alla faktiskt var skyldiga. Denna förföljelse varade i många år; och vissa av de som skötte administrationen av rättvisa blomstrade i detta nummer av bål, vid vilka en mänsklig varelse hade givits åt lågorna".
Dietrich Flade, rektor vid universitetet och domare, visade sig tveksam till förföljelserna, och då han sedan arresterades, ströps och brändes själv försvann all opposition. Ärkebiskopen hade mycket personal som administrerade massakrerna, främst biskop Peter Binsfeld, vars instruktionsböcker för ämnet publicerades 1589 och 1591 och användes vid rättegångarna.

## Upplösning
Innevånarantalet sjönk på grund av avrättningarna, ekonomin förstördes och kostnaderna för rättegångar och avrättningar steg, "och plötsligt, som då finansieringen av ett krig tar slut, dog förföljelserna ut".